# Trujillanos
Trujillanos è un comune spagnolo di 1 332 abitanti situato nella comunità autonoma dell'Estremadura.